# Сеньос
Сеньос (фр. Seignosse) — коммуна на юго-западе Франции в департаменте Ланды (регион Аквитания). Курортный городок, расположенный на побережье Атлантического океана.

## География и экономика
Подобно другим прибрежным городам Ландов, территория Сеньоса разделена на две части — собственно посёлок (le Bourg), являющийся административным и торговым центром коммуны, расположенный на некотором удалении от океана на территории заповедных ландских лесов в историческом крае Марен природной области Гасконские Ланды, и курортная часть (Seignosse océan), расположенная на берегу Атлантического океана. Эти две части коммуны связаны между собой 5-километровой велосипедной дорожкой, проложенной по лесным холмам.
Длина пляжной полосы на территории коммуны составляет 6 километров, на которых расположено 5 обустроенных пляжей. На территории коммуны находится около 2500 га лесов, что составляет около 70 % её площади.
Экономическая деятельность коммуны сосредоточена преимущественно на ремесле деревообработки и на туризме.
Численность населения вне сезона составляет примерно 3000 человек; в летние месяцы количество жителей Сеньоса возрастает до 40 — 50 тысяч человек.

## Достопримечательности
Церковь Сен-Андре де Сеньос построена в XIII веке и посвящена святому покровителю Сеньоса апостолу Андрею Первозванному. Часть здания церкви была разрушена в эпоху революционного террора. Основная кладка здания выполнена из камня. Колокольня готического стиля выполнена из ангулемского камня. Колокол церкви служил также набатом в случаях пожаров.

### Район Seignosse Océan
Район Seignosse Océan расположен на атлантическом побережье в 5 километрах западнее центрального посёлка коммуны. Морской курорт был устроен в 1970-х годах в рамках выполнения крупного проекта обустройства французского Серебряного берега. Здесь находится самый крупный в департаменте аквапарк «Atlantic Park», а также 5 пляжей, имеющих общую длину 6 километров. В районе имеется множество торговых заведений, кемпингов и отелей.
Курортный район Seignosse Océan вплоть до 2009 года имел название Seignosse Le Penon.

### Сёрфинг
Сеньос имеет высокую популярность у сёрферов. Наряду с городами Биарриц и Оссегор, Сеньос является колыбелью сёрфинга во Франции (например, здесь располагалась Французская федерация сёрфинга в период с 1977 по 1984 год). Площадки для сёрфинга Оссегор/Сеньос/Капбретон в наши дни признаны сёрферами всего мира.
Каждый год в Сеньосе и Оссегоре устраивается этап Чемпионата мира по сёрфингу среди профессионалов.